# Palghar
Palghar es una ciudad y  municipio situada en el distrito de Palghar en el estado de Maharashtra (India). Su población es de 68930 habitantes (2011). Se encuentra a 56 km de Thane y a 87 km de Bombay. Es el centro administrativo del distrito.

## Demografía
Según el censo de 2011 la población de Palghar era de 68930 habitantes, de los cuales 36523 eran hombres y 32407 eran mujeres. Palghar tiene una tasa media de alfabetización del 87,90%, superior a la media estatal del 82,34%: la alfabetización masculina es del 91,80%, y la alfabetización femenina del 83,47%.